# Zhang Zhenhui
Zhang Zhenhui (chiń. 张振辉; ur. 27 lipca 1934 w Changsha) – chiński profesor, tłumacz. Studiował na Wydziale Filologii Polskiej Uniwersytetu Warszawskiego w latach 1954–1960.

## Dydaktyka
Pracował w Instytucie Badań Literatury Zagranicznej Chińskiej Akademii Nauk Społecznych w Pekinie od 1960 roku aż do emerytury.

## Wybrane publikacje
Wybrane tłumaczenia na język chiński
- Michał Boym, Antologia Michała Boyma (2012);
- Emil Dziedzic, Szumią lasy, szumią gaje (1992);
- Tadeusz Hołuj, Dom pod Oświęcimiem (1992);
- Roman Ingarden, O poznaniu dzieła literackiego (2008);
- Edward Kajdański, Michał Boym – ostatni wysłannik dynastii Ming (1995);
- Maria Konopnicka, Dym (1996);
- Czesław Miłosz – wybór poezji (1998);
- Bolesław Prus, Lalka (2005);
- Władysław Reymont, Ziemia obiecana (1984), razem z Yang Deyou;
- Tadeusz Różewicz – wybór wierszy (2006);
- Henryk Sienkiewicz, Krzyżacy (2002), razem z Yi Lijun; Quo vadis (2010);
- Wisława Szymborska, Poetka i świat. Wybór wierszy (2003)[2];

Zhang Zhenhui przetłumaczył również utwory Cypriana Kamila Norwida, Kazimierza Przerwy-Tetmajera, Juliana Tuwima, Jarosława Iwaszkiewicza, Władysława Broniewskiego czy Zbigniewa Herberta.
Wybrane teksty naukowe
- „Charakterystyka literatury twórczości Michała Boyma”, w: Badania języków i kultur europejskich, t. 6, red. Ding Chao, wyd. Shishi Chubanshe, Pekin 2011.
- „Encyklopedia życia społecznego drugiej połowy XIX wieku w Polsce”, w: „Gazeta Chińskiej Akademii Nauk Społecznych”, z dn. 15.11.2007.
- „Humor w polskiej i chińskiej powieści klasycznej”, w: Badania języków i kultur europejskich, t. 2, red. Feng Zhichen, wyd. Shishi Chubanshe, Pekin 2006.
- „Lojalny przyjaciel Chińczyków – Edward Kajdański”, w: „Dziennik Oświecenia”, z dn. 12.02.2014.
- „Michał Boym i upowszechnienie sinologii na Zachodzie z przełomu dynastii Ming i Qing”, „Badania o Historii Chińskiej” 2011 nr 3.
- „O „Lalce” Bolesława Prusa, w: Badania języków i kultur europejskich”, t. 3, red. Gong Kunyu, wyd. Shishi Chubanshe, Pekin 2007.
- „O „Lalce” Prusa”, w: „Badania Literatury Zagranicznej” 1979, nr 2.

## Odznaczenia
- Krzyż Oficerski Orderu Zasługi RP – Polska; 2024[3][4]
- Złoty Medal „Zasłużony Kulturze Gloria Artis” – Polska; 2006[5].